# Санада (род)
Род Санада (яп. 真田氏 Санада-си) — самурайский род в средневековой Японии. Род Санада долго управлял доменом Мацусиро в провинции Нагано.

## История
Клан Санада заявлял о происхождении от Сэйва Гэндзи. Знамя клана было придумано Унно Укиёси в начале 16 века. Санада были ключевыми вассалами в армии Такэда, с известными генералами Санада Юкитака и его сыновьями Санада Нобуцуна,Санада Масатэру и Санада Масаюки.
Санада Юкитака основал клан в 16 веке.

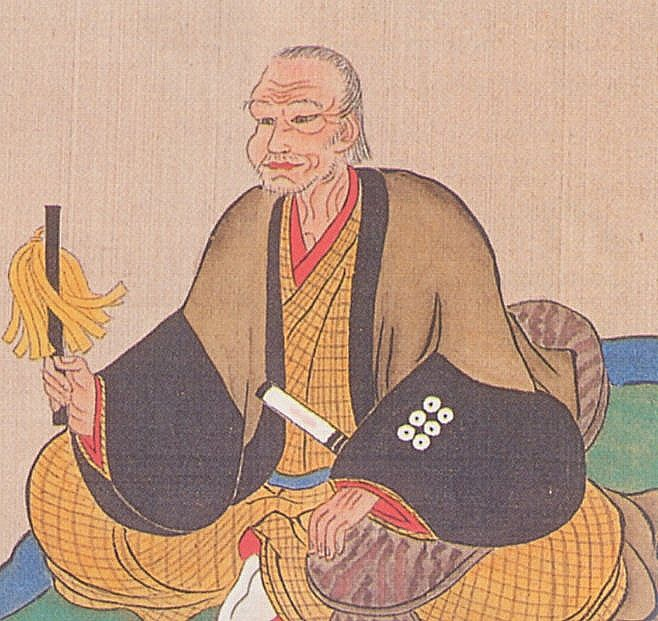
Санада Масаюки

В период Сэнгоку клан возглавлял Санада Масаюки (1547—1611). Его второй сын Санада Юкимура был отправлен в качестве заложника в клан Тоётоми в 1587 году.
В 1600 году, в битве при Сэкигахаре, Юкимура встал на сторону Западной армии. Он сражался против Токугавы Хидэтада в замке Уэда, успешно задерживая его продвижение к Сэкигахаре с подкреплением в виде 38 000 воинов. Он также выступил против Токугавы в битве при Осаке, где и погиб.

### Период Эдо
Санада Нобуюки был старшим сыном Масаюки. В 1587 году он женился на Комацухиме(Ине), приёмной дочери Токугавы Иэясу(настоящей дочери Хонды Тадакацу). В 1600 году он встал на сторону Восточной Армии. Ему был отдан под контроль домен Уэда и домен Нумата с доходом от 65 000 коку. В 1622 году Нобуюки был переведён в домен Мацусиро с доход от 100 000 коку. Его потомки оставались там до реставрации Мэйдзи.
Силы клана Санада приняли участие в нападении на Айдзу в 1868 году, на сторону императорской армии. Они должны были взять на себя ответственность за военнопленных Айдзу, но отказались.

## Главы семьи
1. Санада Укиёси (Унно)
2. Санада Юкитака (幸隆)
3. Санада Нобуцуна
4. Санада Масаюки[2]
5. Санада Нобуюки
6. Санада Нобумаса
7. Санада Юкимичи
8. Санада Нобухира
9. Санада Нобуясу
10. Санада Юкихира
11. Санада Юкитака (幸専)
12. Санада Юкицура
13. Санада Юкинори
14. Санада Юкимото

## Видные представители
- Санада Юкитака (真田 幸隆,1512-1574)
- Санада Нобуцуна (真田 信綱,1537-1575)
- Санада Масатэру (真田 昌輝,?-1575)
- Санада Масаюки (真田 昌幸,1547-1611)
- Санада Нобуюки (真田 信之,1566-1668)
- Санада Юкимура (真田 幸村,1567-1615) также известен как Санада Нобусигэ (真田 信繁)
- Санада Нобуёси (真田 信吉,1593-1634)
- Санада Нобумаса (真田 信政,1597-1658)
- Санада Юкимаса (真田 幸昌,1600-1615) также известен как Санада Дайсуке (真田 大助)
- Санада Моринобу (真田 守信,1612-1671) также известен как Санада Дайчачи (真田 大八)